# Hylomyscus kerbispeterhansi
Hylomyscus kerbispeterhansi — вид гризунів родини мишевих (Muridae). Він зустрічається в західній Кенії та, імовірно, у східній Уганді на горі Елгон, і вперше був описаний як новий для науки вид у 2014 р. Його природним середовищем існування є тропічний гірський дощовий ліс. Зустрічається в симпатії з Hylomyscus endorobae в лісі Мау в Кенії.